# Památky lipského hudebního dědictví

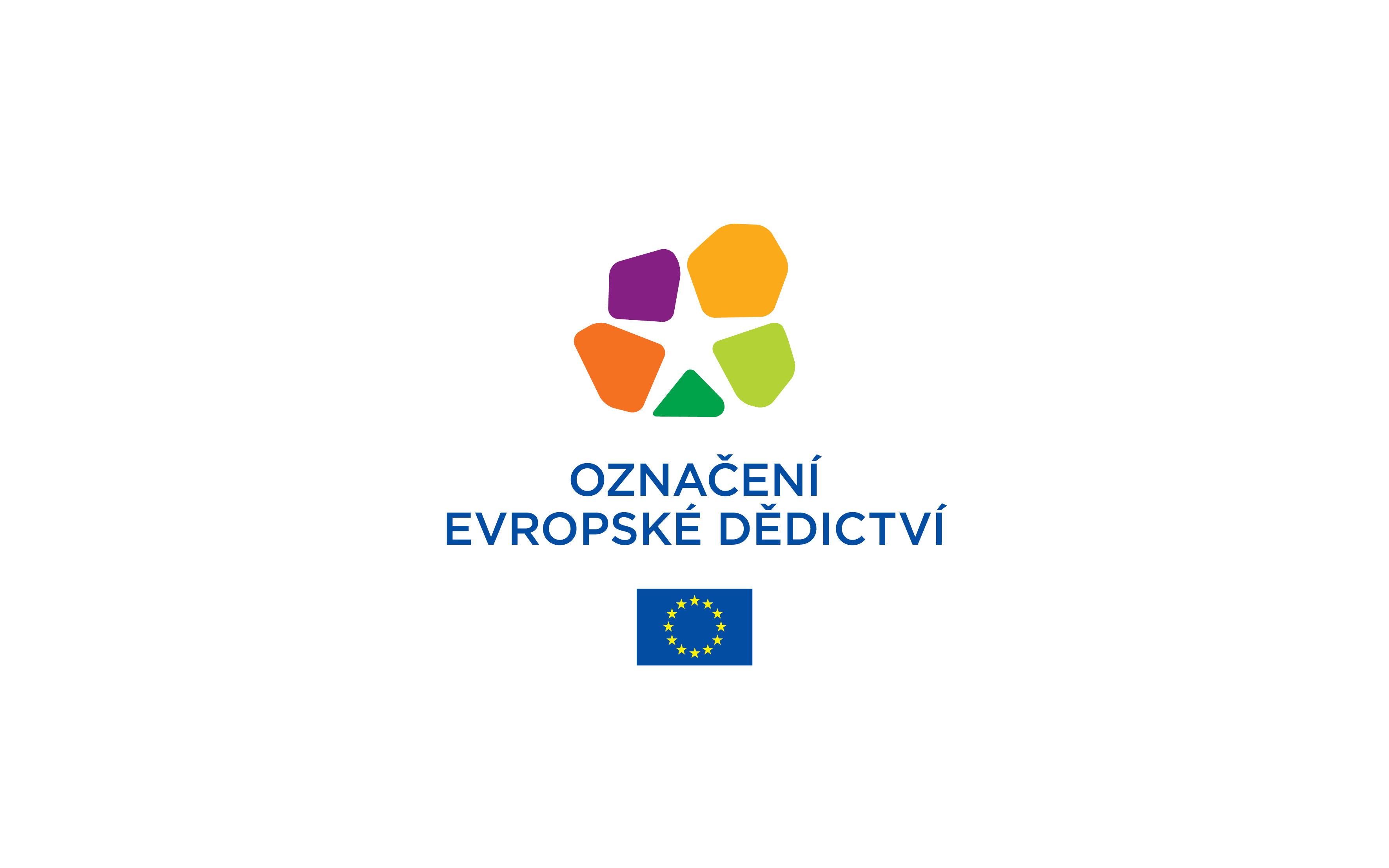
Logo Evropského dědictví

Památky lipského hudebního dědictví (Leipzigs Musikerbe-Stätten) jsou souborem devíti míst v Lipsku, kde působili významní hudební skladatelé. Do tohoto souboru patří: Kostel svatého Tomáše, Kostel svatého Mikuláše, Stará škola svatého Mikuláše, Bachův archiv, Vysoká škola hudební a divadelní Felixe Mendelssohna Bartholdyho, dům Felixe Mendelsohna-Bartoldyho, Schumannův dům, Nakladatelství C. F. Peters, Nový Gewandhaus. Souboru devíti míst hudebního dědictví společně s Lipskou hudební stezkou byl udělen titul Evropského dědictví dne 26. března 2018. Je to trvalý titul, ale každé čtyři roky Evropská unie přezkoumává jeho vhodnost. Tyto hudební památky jsou autentickými místy života a tvorby nejznámějších Evropských skladatelů, jejichž díla jsou neodmyslitelnou součástí evropské historie. Udržují při životě vzpomínky na skladatele jako Johann Sebastian Bach, Felix Mendelssohn-Bartholdy, Clara a Robert Schumannovi, Richard Wagner nebo Edvard Grieg.

Nejvýznamnější hudební skladatelé spojení s městem Lipsko
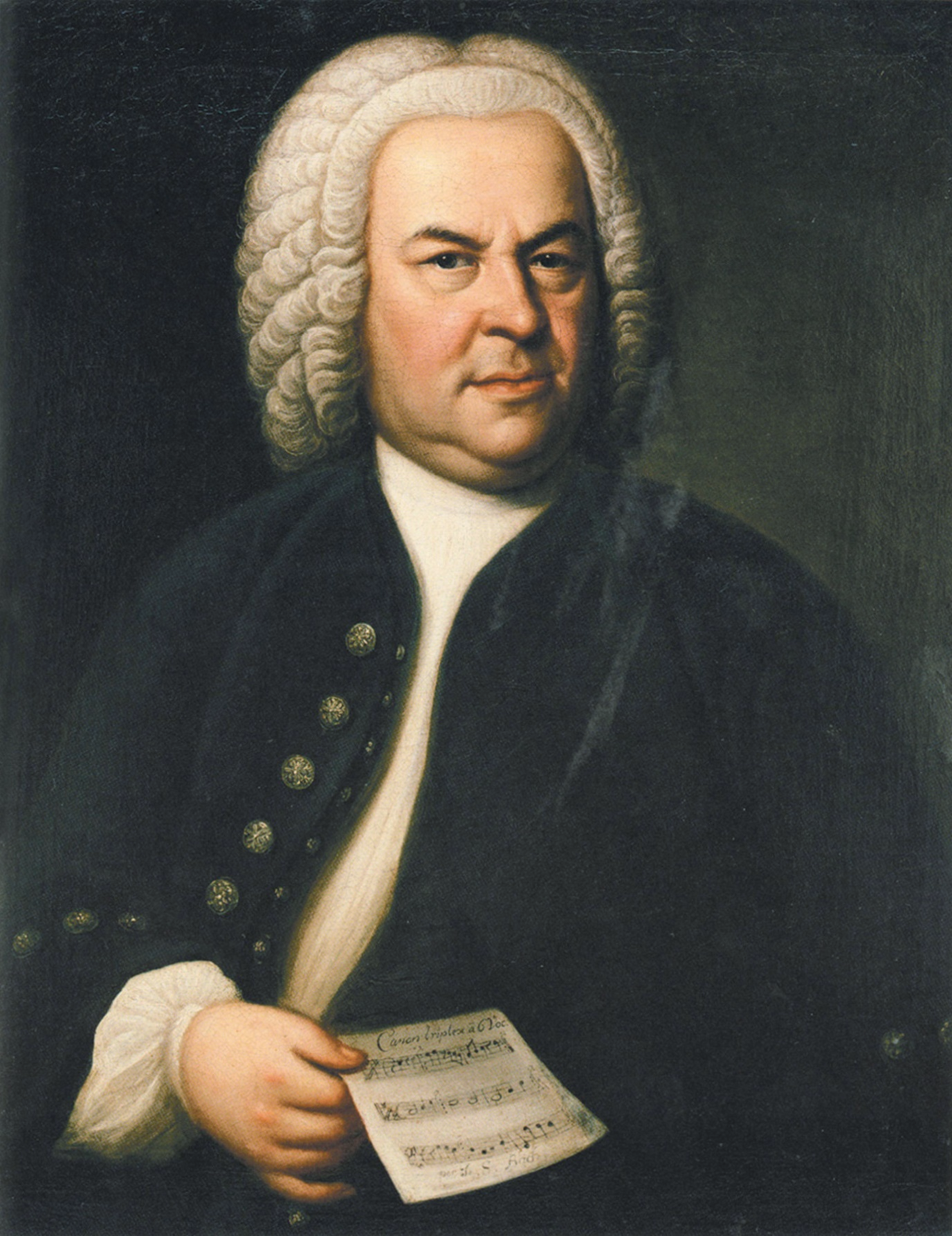
Johann Sebastian Bach
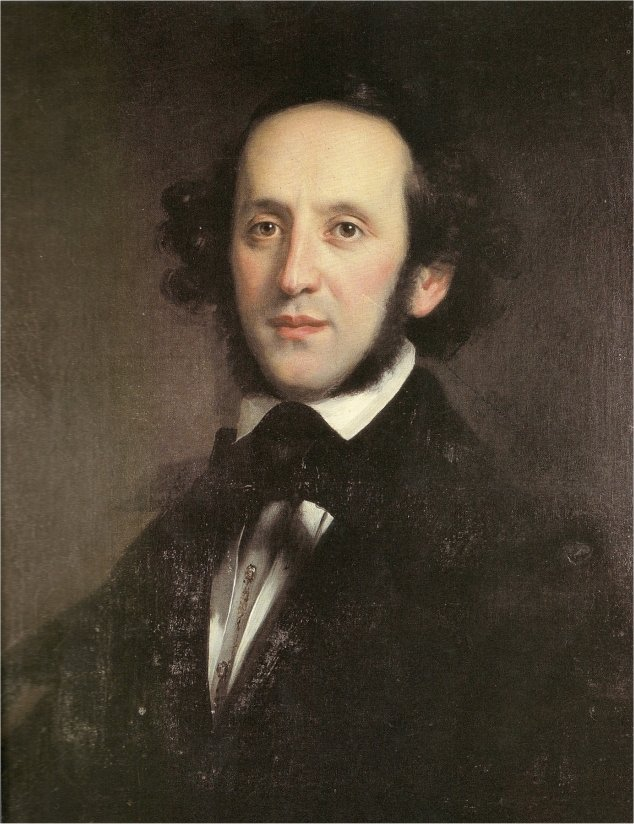
Felix Mendelssohn Bartholdy
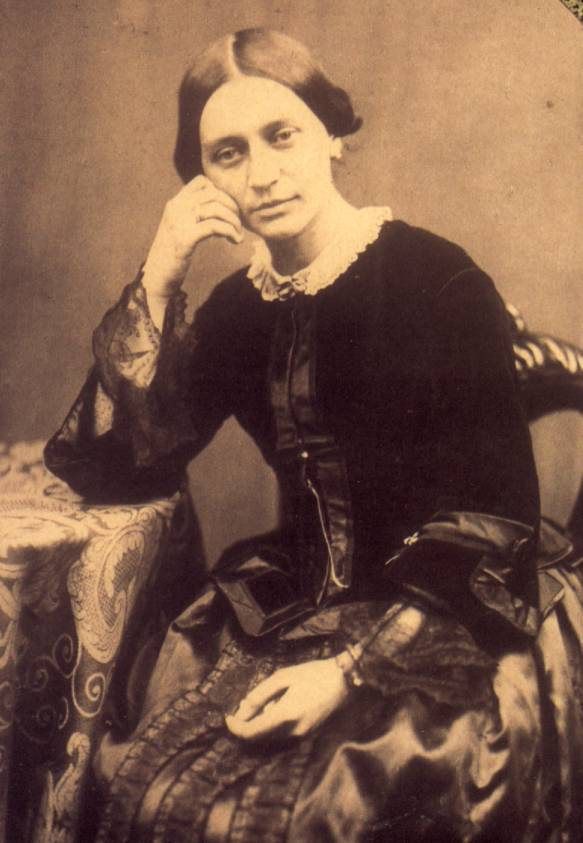
Clara Schumann
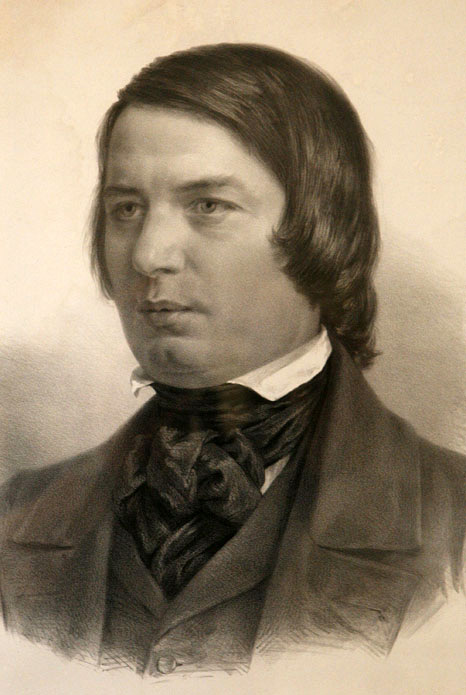
Robert Schumann
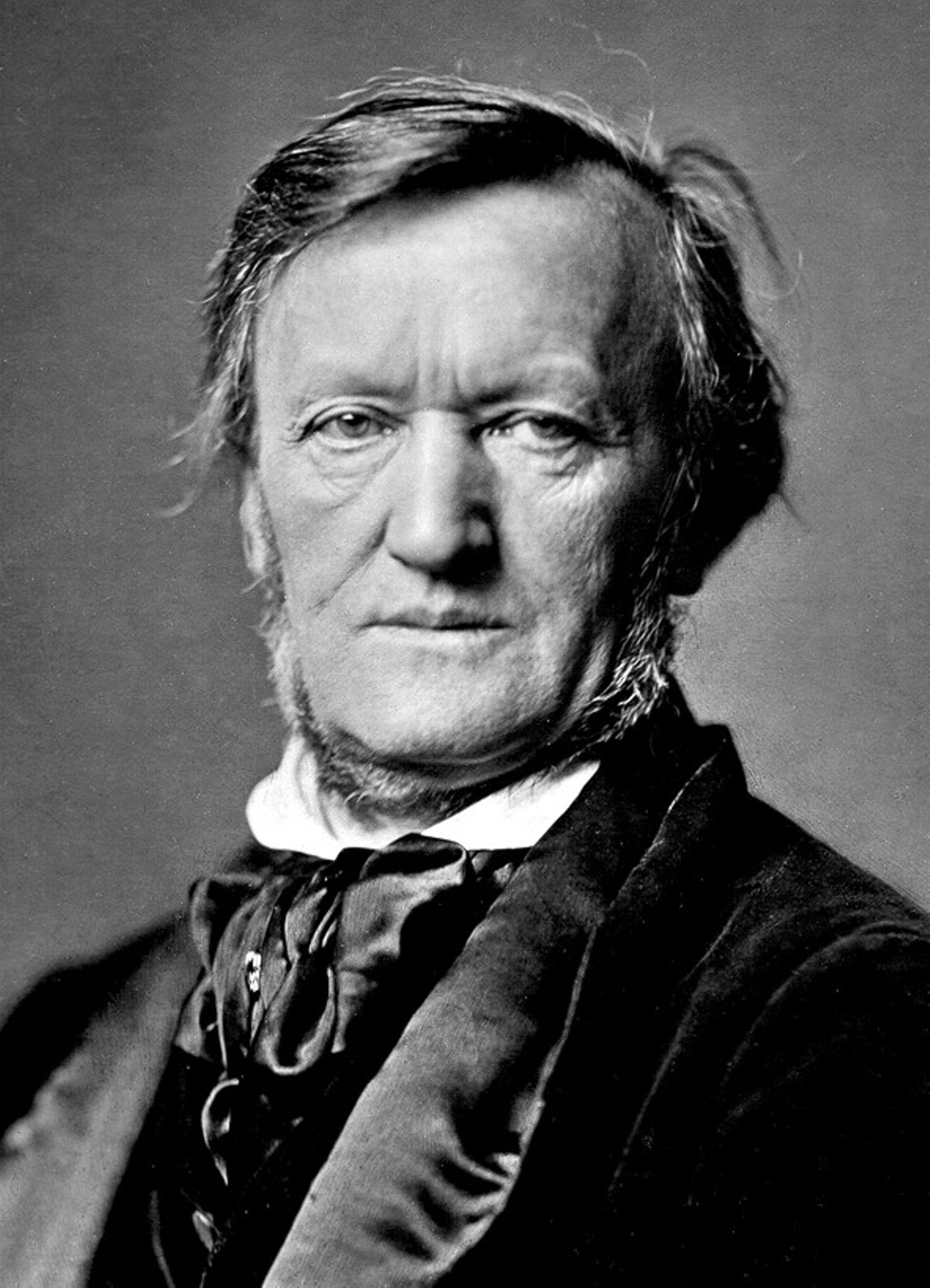
Richard Wagner
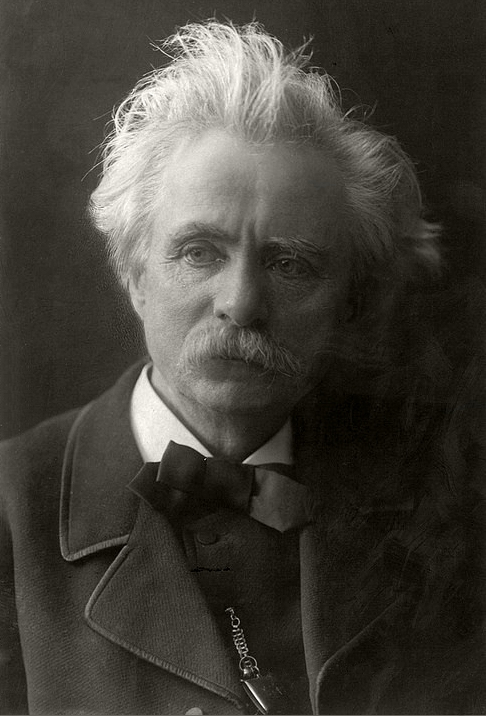
Edvard Grieg

## Jednotlivé památky

### Kostel svatého Tomáše
Kostel svatého Tomáše (Thomaskirche, Thomaskirchhof 18) je nejen významnou architektonickou památkou, ale také nejvýznamnější památkou hudební historie Lipska. V roce 1212 zde byl založen klášter augustiniánů kanovníků a v něm i Svatotomášský sbor. Po zavedení reformace v Sasku v roce 1539 bylo pěstování hudby v kostele svatého Tomáše omezeno na liturgickou organizaci mše. Role církevní hudby byla ale následně přehodnocena a tím začala velká éra kostela svatého Tomáše, školy svatého Tomáše a sboru svatého Tomáše. 
Městská radaě se o školu a sbor starala od roku  1543. Do funkce kantora kostela byli jmenováni významní skladatelé: Sethus Calvisius, Johann Hermann Schein, Johann Kuhnau, Johann Sebastian Bach, Friedrich Doles, Johann Adam Hiller, Moritz Hauptmann, Theodor Weinlig, Gustav Schreck. Ve 20. století pak Karl Straube, Günther Ramin nebo Kurt Thomas.
V kostele je každoročně pořádán Bachův festival.

### Kostel svatého Mikuláše
Kostel svatého Mikuláše (Nikolaikirche, Nikolaikirchhof 3) je pozdně gotický kostel, který byl kolem roku 1790 přestavěn v neoklasicistním stylu, je jedním ze dvou dochovaných kostelů v Lipsku, o jejichž chrámovou hudbu se zasloužil Johann Sebastian Bach. Právě zde zahájil dne 30. května 1723 své lipské působení, když zde během bohoslužby provedl svou kantátu. Chrámová hudba kostela svatého Mikuláše byla od nepaměti úzce spjata se sousedním kostelem svatého Tomáše. Ačkoli byl kostel svatého Mikuláše považován za hlavní farní kostel v Lipsku, měl pouze vlastního varhaníka, nikoli však vlastního kantora. Jako kantor u svatého Tomáše a lipský "director musices" byl Bach zodpovědný za chrámovou hudbu v hlavních lipských kostelech, u svatého Mikuláše i u svatého Tomáše. Většina Bachových kantát byla poprvé uvedena v kostele svatého Mikuláše. Také zde měly premiéru Bachovy významné skladby: Janovy pašije v roce 1724 a Vánoční oratorium na přelomu let 1734/35.
Významnými mikulášskými varhaníky před Bachem byli Johann Rosenmüller a Adam Krieger. Současné varhany vycházejí z nástroje Friedricha Ladegasta z roku 1862. V letech 1902-03 byly varhany rozšířeny firmou Wilhelm Sauer z Frankfurtu nad Odrou. V letech 2002-03 postavil výrobce varhan Hermann Eule z Budyšína nové varhany, které jsou postaveny podle vzoru Ladegastových varhan, ale zároveň v maximální možné míře integrují zbývající historickou substanci.
Díky modlitbám za mír, které se dodnes konají vždy v pondělí v 17 hodin, se kostel svatého Mikuláše stal výchozím bodem pro pondělní demonstrace, které vedly k pádu Berlánské zdi v roce 1989 a je symbolem sjednocení Německa.

### Stará škola svatého Mikuláše
Stará škola svatého Mikuláše (Alte Nikolaischule, Nikolaikirchhof 2) byla uvedena do provozu v roce 1512 a svou funkci plnila až do roku 1872. V letech 1991-1994 byla obnovena. Významným místem je novoklasicistní aula z roku 1827. Mezi žáky patřili například Gottfried Wilhelm Leibniz, Christian Thomasius a Johann Gottfried Seume. Nejznámějším žákem je patrně Richard Wagner, který byl žákem v letech 1828-1830. Je to jedno z mála autentických Wagnerových míst v Lipsku. Wagner ale nebyl vzorným žákem, což je mimo jiné popsáno v jeho autobiografii.

### Bachův archiv v Lipsku
Bachův archiv v Lipsku (Das Bach-Archiv Leipzig, Thomaskirchhof 15/16) je centrem hudebních znalostí o životě a díle Johanna Sebastiana Bacha v jeho lipském působišti. Předmětem výzkumů je život a dílo tohoto skladatele i jeho rodiny. Archiv sídlí v historické budově Bosehausu na nádvoří kostela svatého Tomáše. Je  jednou z "nejdůležitějších národně významných kulturních institucí" v nových spolkových zemích.

### Vysoká škola hudební a divadelní Felixe Mendelssohna Bartholdyho
Vysoká škola hudební a divadelní Felixe Mendelssohna Bartholdyho (Die Hochschule für Musik und Theater "Felix Mendelssohn Bartholdy", zkratka HMT Leipzig, Grassistraße 8) byla založena v roce 1843 Felixem Mendelssohnem Bartholdym jako první vysoká hudební škola v Německu. 

### Mendelssohnův dům
Tento dům (Mendelssohn-Haus, Goldschmidtstraße 12) je jediné zachovalé bydliště skladatele Felixe Mendelssohna- Bartholdyho, který zde v roce 1847 zemřel. Dnes je využíván zároveň jako muzeum a hudební salón a momentálně je jediným Mendelssohnovým muzeem na světě. Mendelssohn v něm žil dva roky od roku 1845 a během svého pobytu zde dokončil oratorium Eliáš (1846). V autentickém interiéru jsou uchovávány dokumenty, umělecká díla i nábytek rodiny Mendelssohnových.

### Schumannův dům
Do tohoto domu (Schumann-Haus, Inselstraße 18) se těsně po svatbě v roce 1840 nastěhovali manželé Robert Schumann a Clara Wick a bydleli zde až do svého odjezdu do Drážďan v roce 1844. V tomto domě Schumann složil svou První symfonii (Jarní), první větu svého klavírního koncertu a moll (opus 54) a další komorní hudbu. Manželům se zde narodily první dvě děti, dcery Marie a Elise. Významnými hosty v tomto domě byli Felix Mendelssohn Bartholdy, Franz Liszt, Hector Berlioz, Richard Wagner či Hans Christian Andersen. V prvním patře je nyní koncertní sál a pamětní centrum.

### Nakladatelství C. F. Peters a místo setkání s Edvardem Griegem
Knihovnu (Ehemalige Musikbibliothek Peters, Goldschmidtstr. 26) založil Max Abraham, majitel hudebního nakladatelství C. F. Peters. Při otevření v roce 1894 byla v Königstraße 26 (dnes Goldschmidtstraße) první veřejná, odborná knihovna svého druhu na světě. Zvláštní hodnotu má sbírka Petersovy knihovny čítající přibližně 500 partitur autografů, včetně rukopisů děl Bacha, Haydna, Mendelssohna, Schumanna, Brahmse a Griega.
Místo setkání s Edvardem Griegem (Grieg-Begegnungsstätte, Talstraße 10) se skládá z památníku a společenského centra, které dokumentují Griegův život stálou expozicí o jeho díle v Lipsku. Edvard Grieg během svého pobytu zde často pobýval v bývalém nakladatelství v ulici Talstraße 10. Dodnes se zde konají koncerty, v místech, kde Grieg kdysi pro svého vydavatele přehrával ukázky svých nových děl.

### Gewandhaus
Gewandhaus (Neues Gewandhaus, Gewandhaus zu Leipzig, Augustusplatz 9) je koncertní budova nacházející se na náměstí Augustusplatz naproti budově opery.Tato budova vznikla v druhé polovině 70. let v brutalistickém slohu jako nástupkyně dvou předchozích (1781, 1884), z nichž mladší byla během druhé světové války zničena při náletu spojeneckého letectva. Gewandhaus je hlavním sídlem Orchestru Gewandhausu, který byl založen roku 1743.

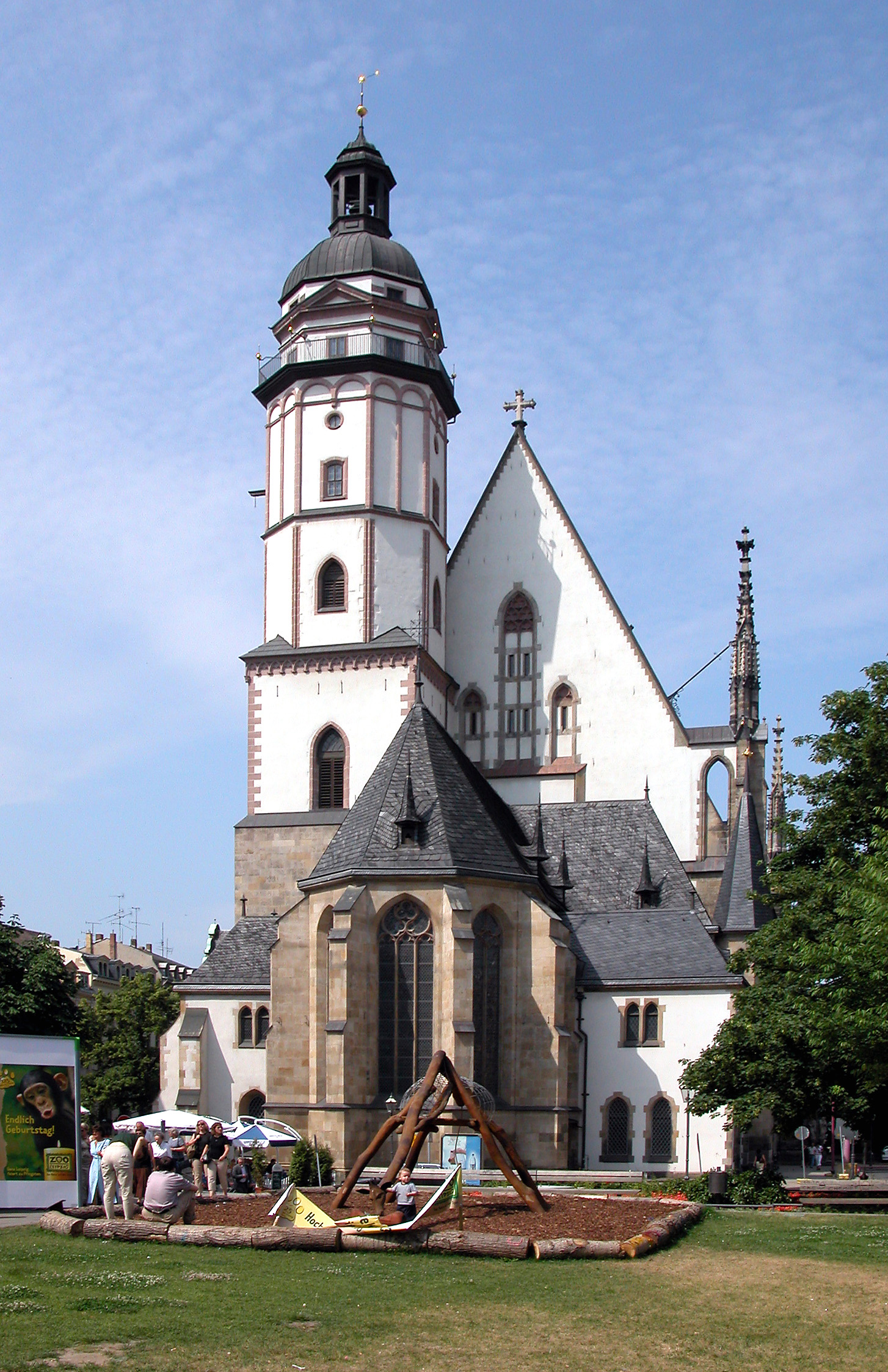
Kostel svatého Tomáše
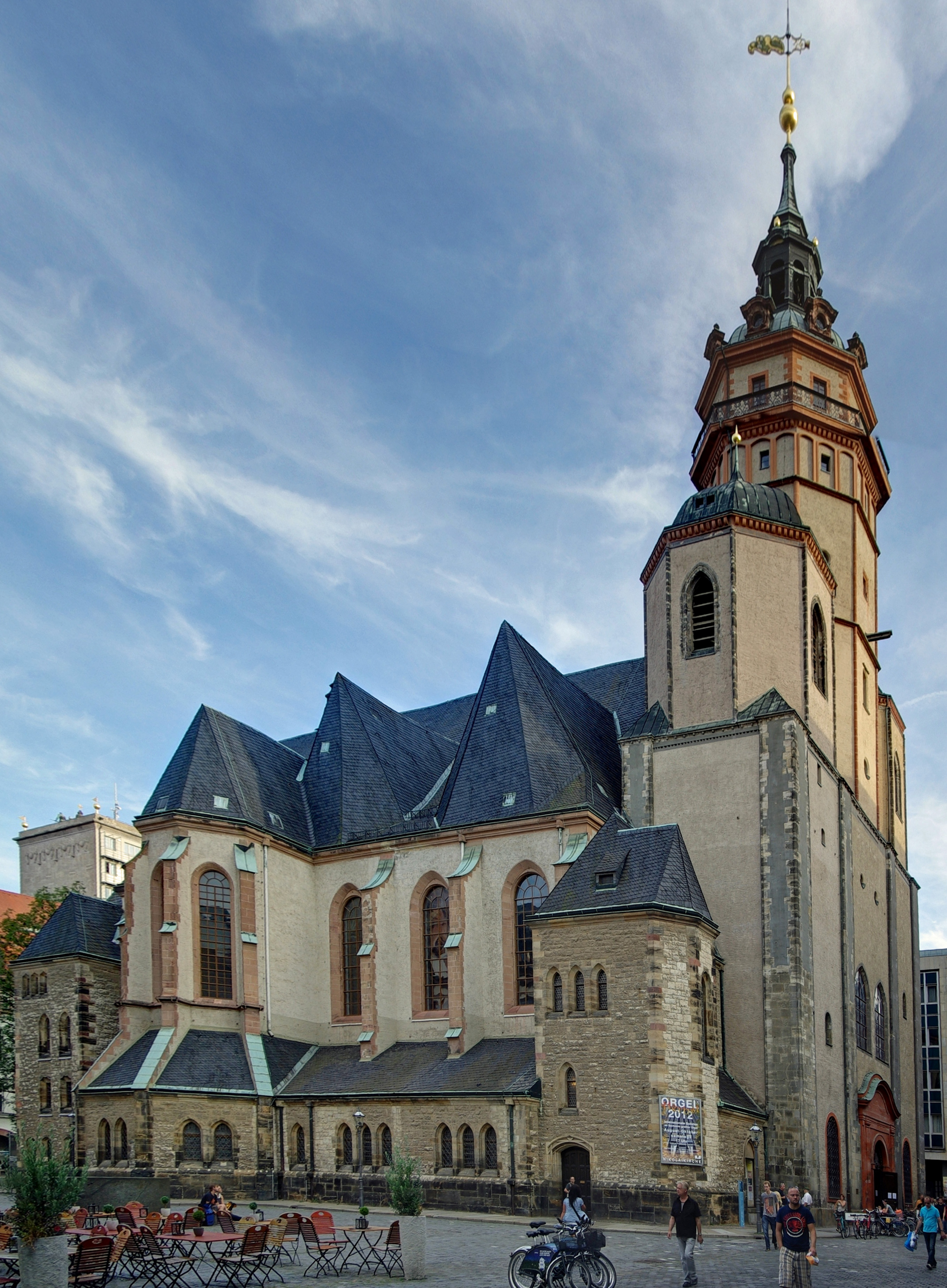
Kostel svatého Mikuláše
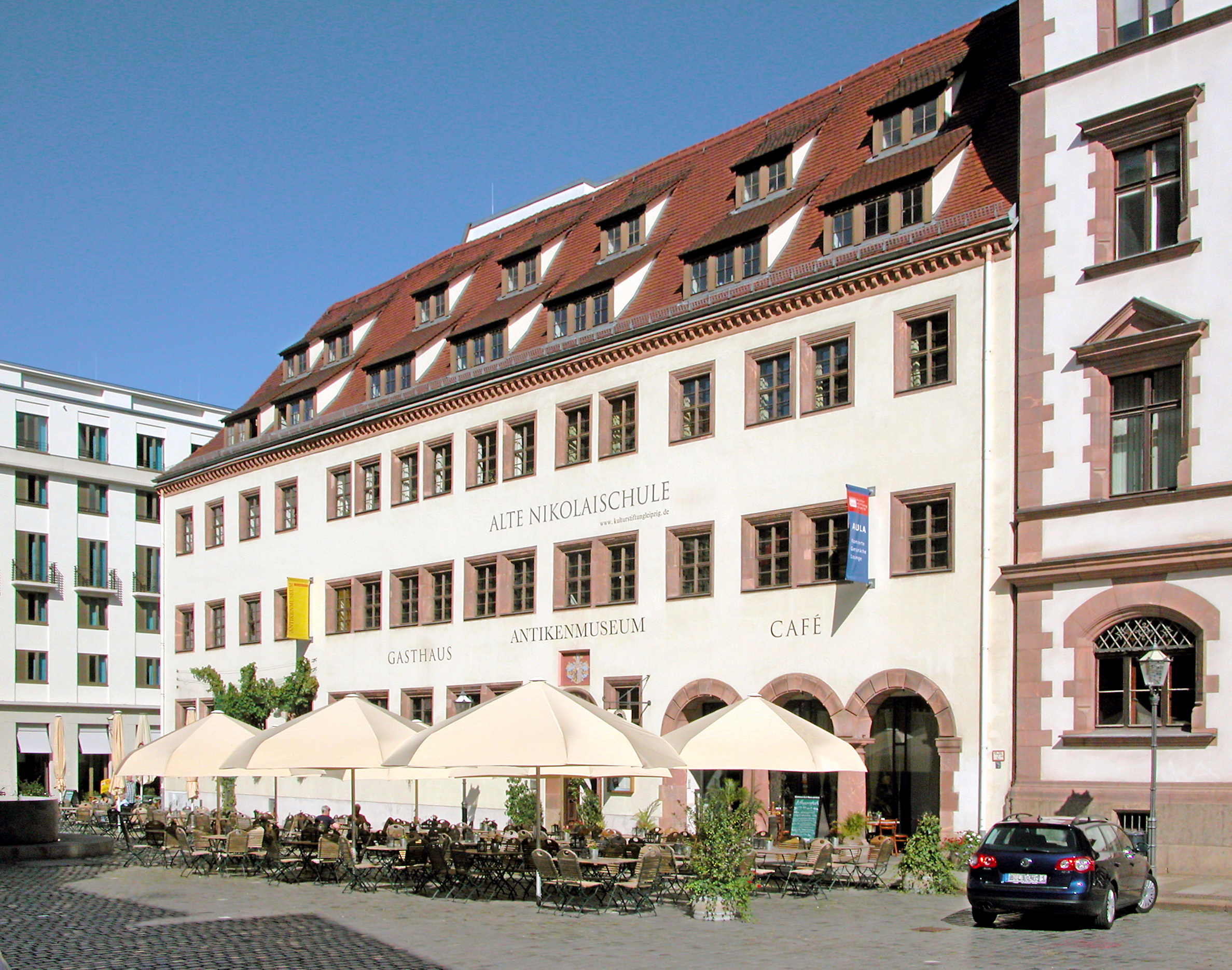
Stará škola svatého Mikuláše
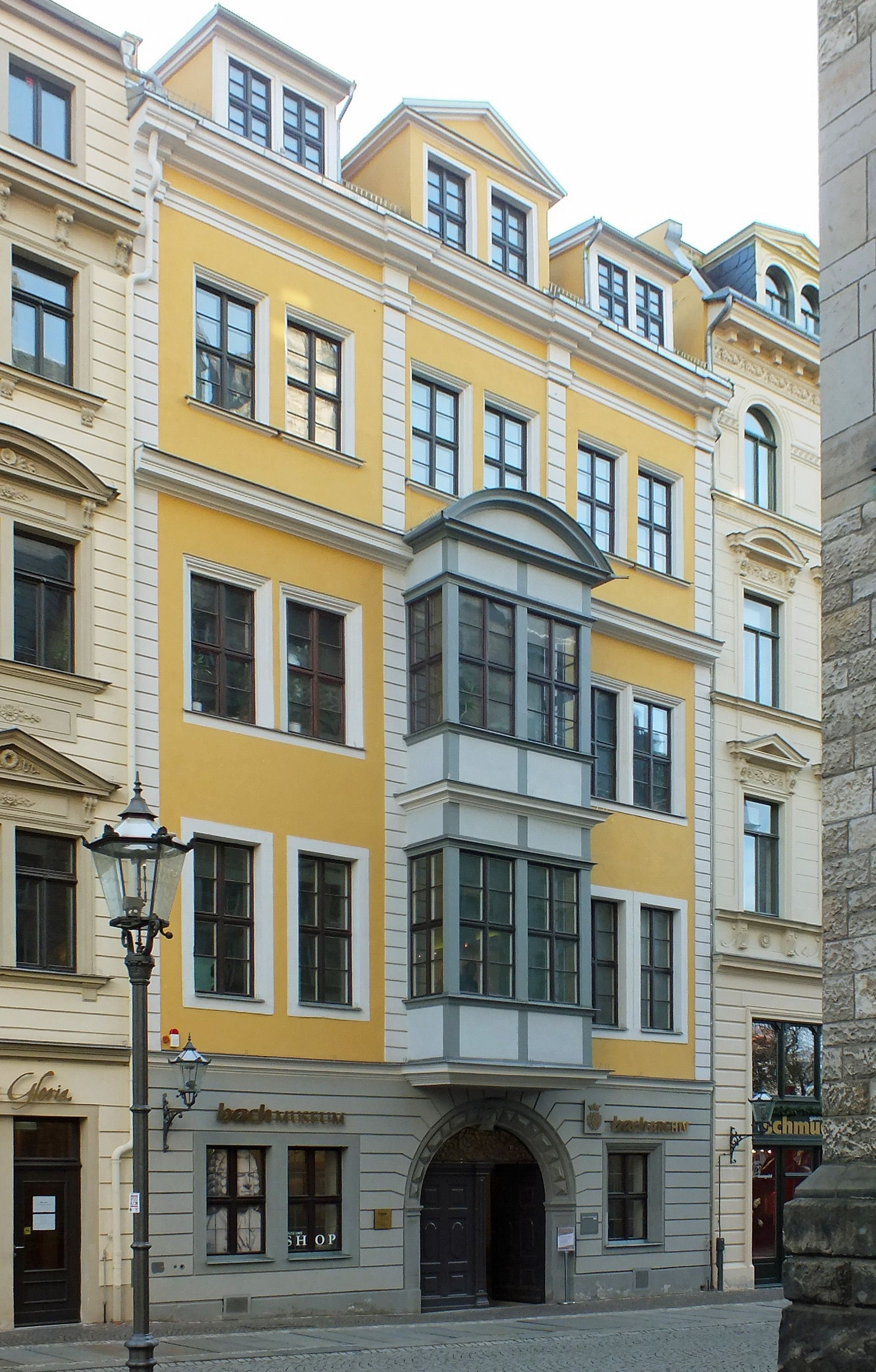
Bachův archiv (Bosehaus)
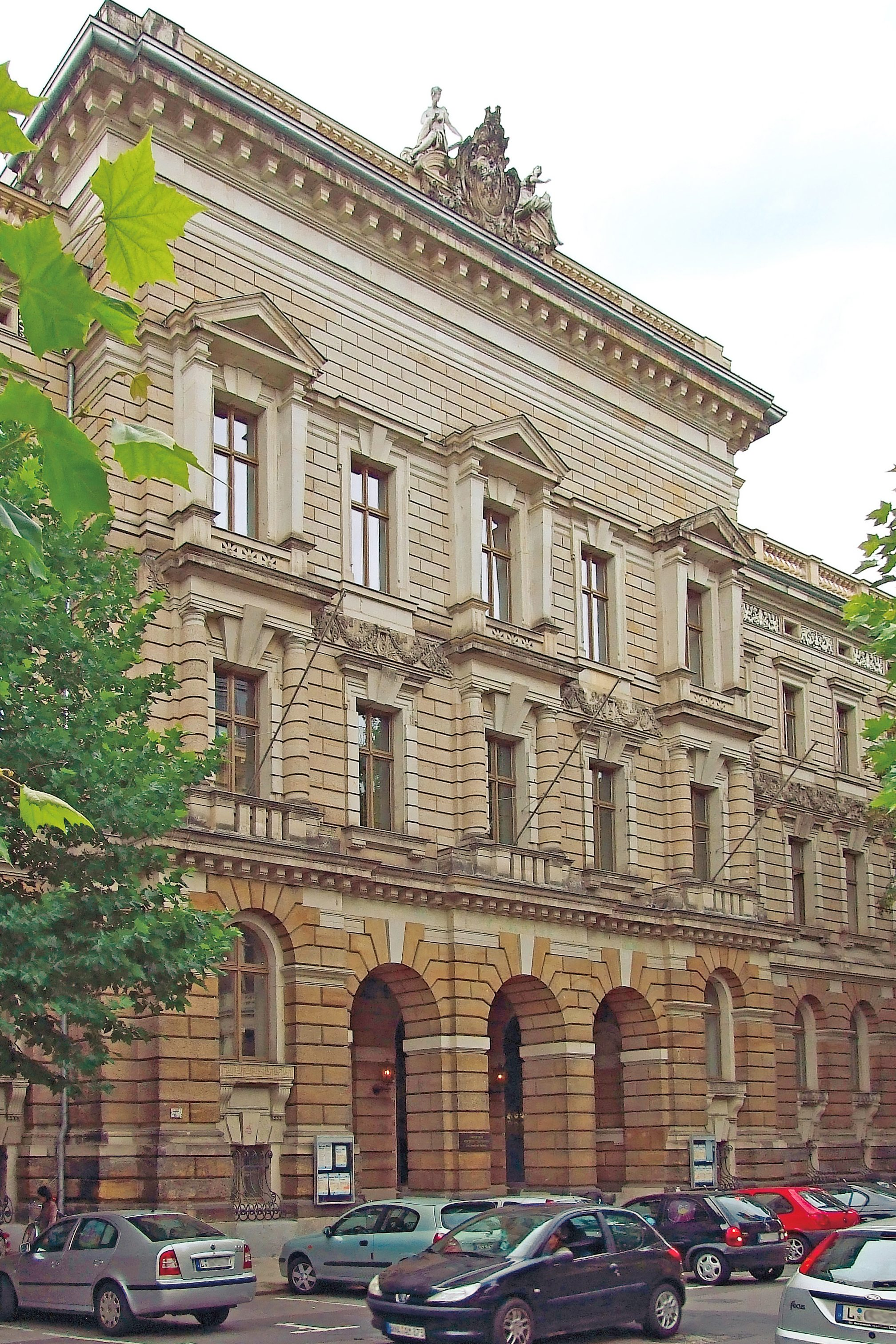
Vysoká škola hudební a divadelní Felixe Mendelsohna Batholdyho
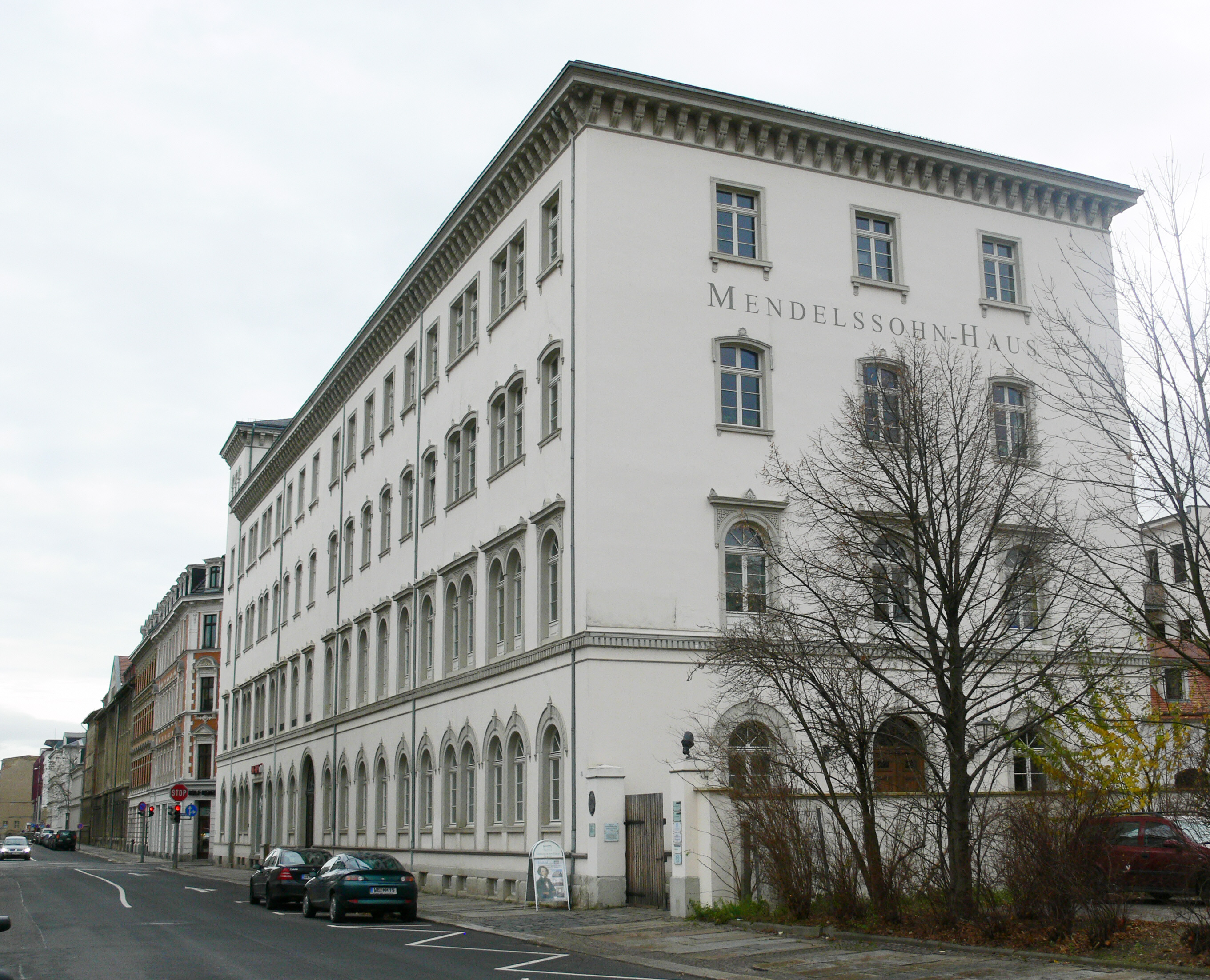
Mendelssohnův dům
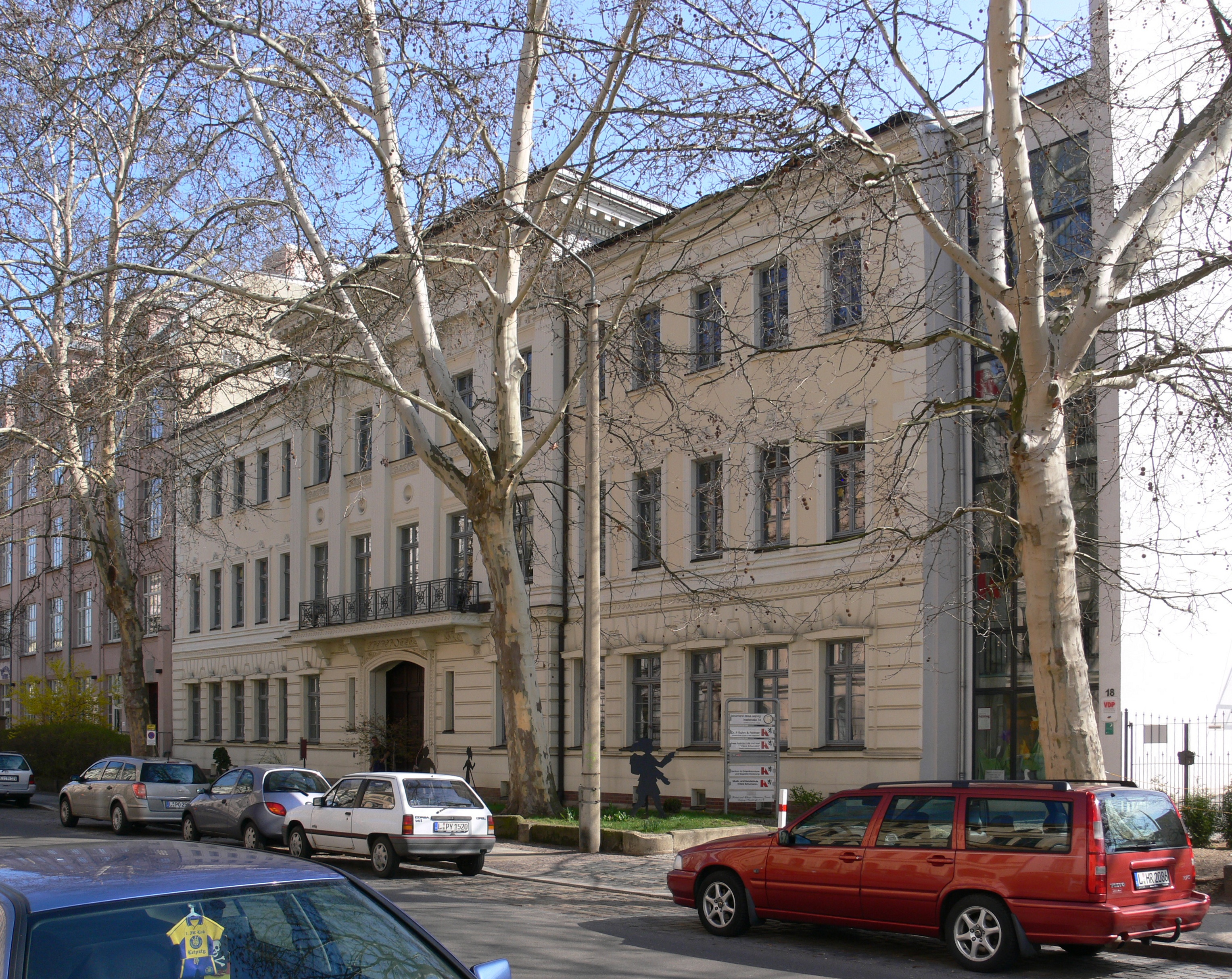
Schumannův dům
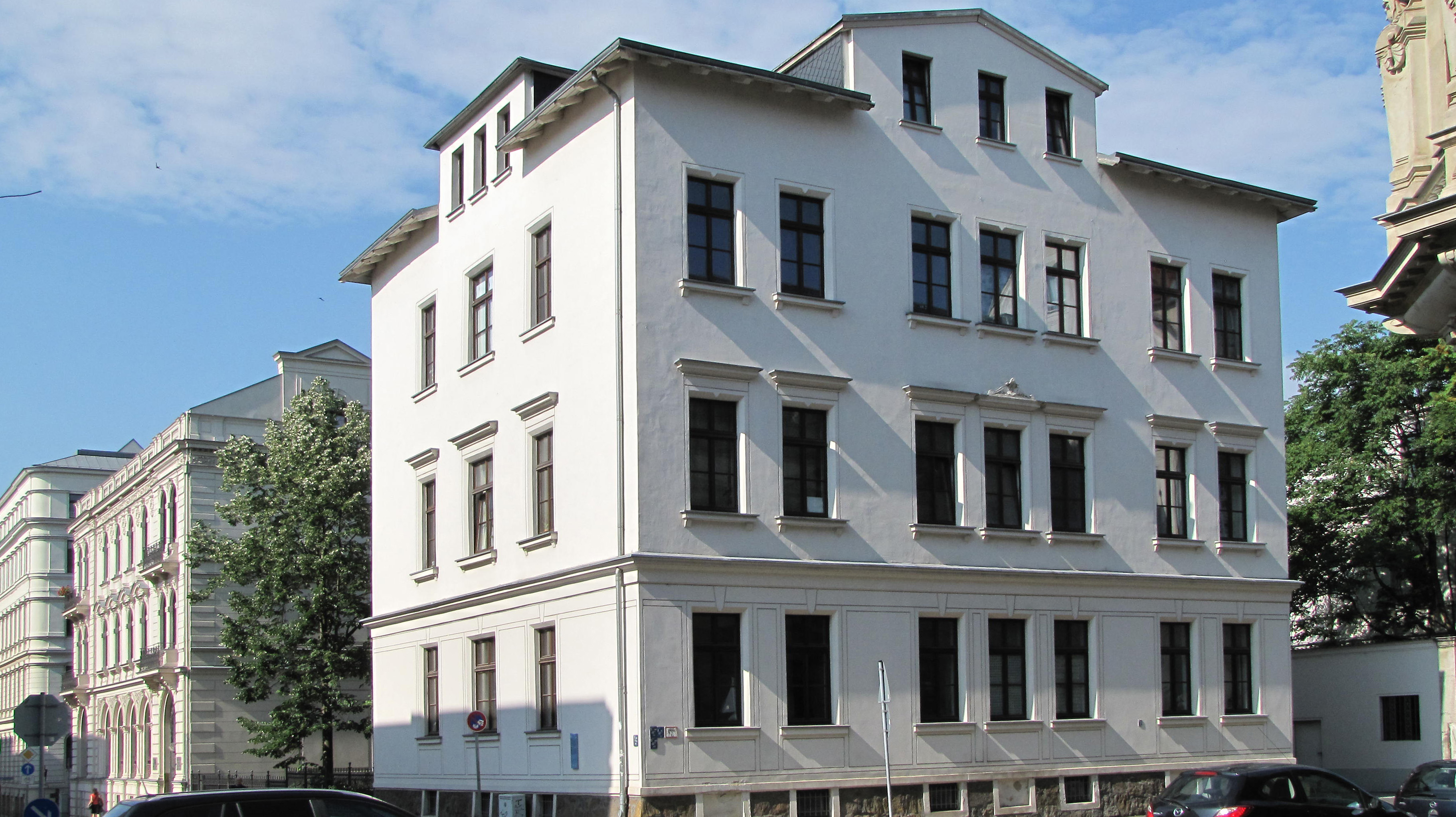
Nakladatelství C. F. Peters
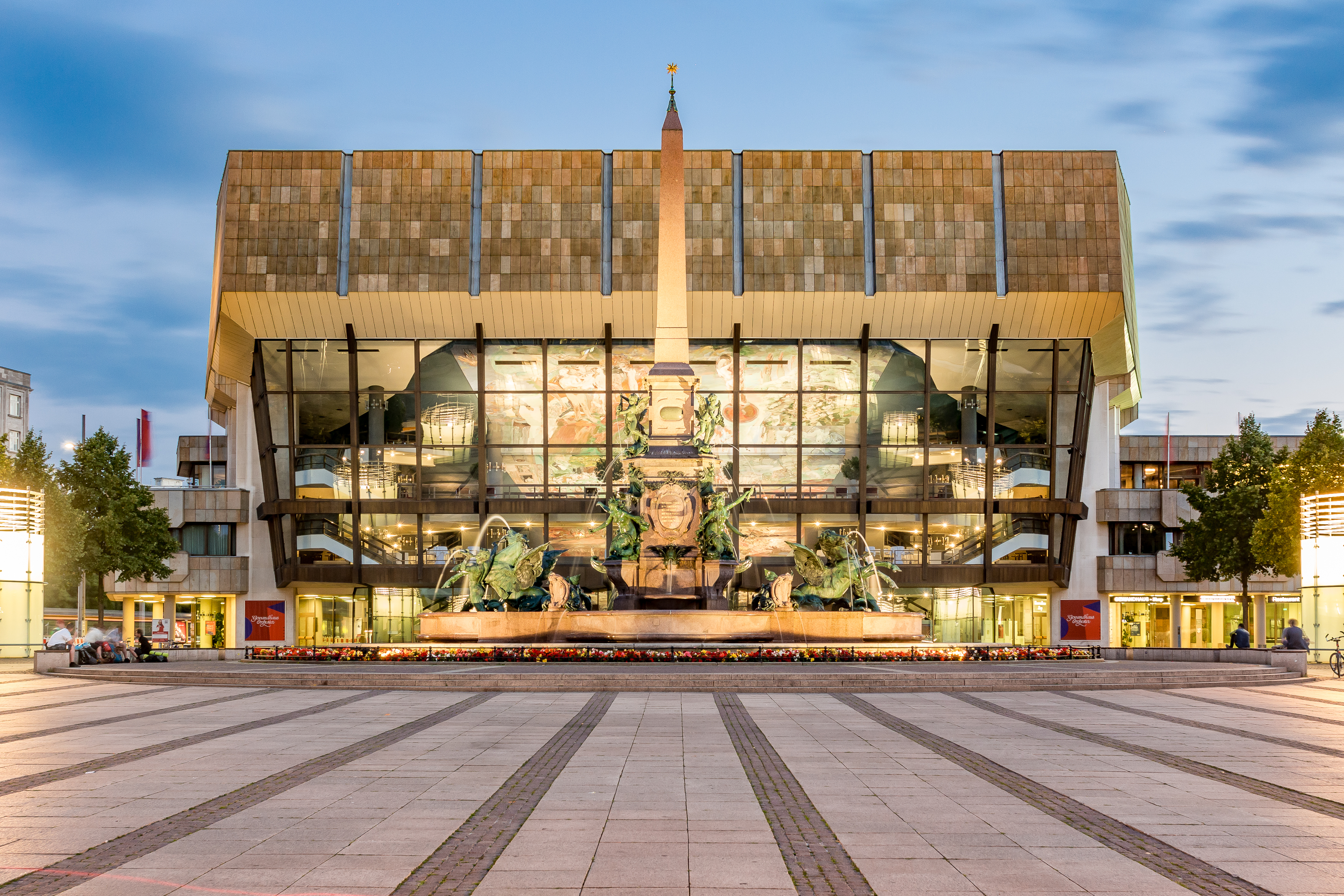
Nový Gewandhaus

## Lipská hudební stezka
Ve městě je rovněž zřízena Lipská hudební stezka (Die Leipziger Notenspur), která spojuje výšeuvedené památky a k tomu vede kolem dalších čtrnácti významných míst lipské hudební historie. Stezka je urečna pro pěší a je dlouhá 5,3 km.
Vedle výšeuvedených památek jsou na této stezce ještě tyto pamětihodnosti:
- Muzeum hudebních nástrojů (Grassi Museum für Musikinstrumente)
- Starý hřbitov sv. Jana (Alter Johannisfriedhof)
- Grafcká čtvrť, místo hudebních nakladatelství Breitkopf & Härtel, C. F. Peters a F. Hofmeister
- Pomník Richarda Wagnera
- Lipská opera
- Stará radncie
- Muzeum výtvarných umění, část sbírek související s pobytem Ludwiga van Beethovena v Lipsku
- Kavárna "Zum Arabischen Coffe Baum"
- Hôtel de Saxe
- Bachovo muzeum
- Rodný dům Clary Wieck
- První sídlo lipské konzervatoře
- Místo prvního sídla Gewandhausu
- Paulinum – Aula a univerzitní kostel svatého Pavla
- MDR-Kubus – Sídlo orchestru a sboru MDR (Mitteldeutscher Rundfunk)